# Cheval-Blanc
Cheval-Blanc är en kommun i departementet Vaucluse i regionen Provence-Alpes-Côte d'Azur i sydöstra Frankrike. Kommunen ligger i kantonen Cavaillon som tillhör arrondissementet Apt. År 2022 hade Cheval-Blanc 4 340 invånare.

## Befolkningsutveckling
Antalet invånare i kommunen Cheval-Blanc
| Referens: INSEE |